# مانويل سواريس ماركيز
مانويل سواريس ماركيز (8 أغسطس 1917 في البرتغال - 20 فبراير 1987) هو لاعب كرة قدم برتغالي في مركز الوسط. شارك مع منتخب البرتغال لكرة القدم. أما مع النوادي، فقد لعب مع سبورتينغ لشبونة.